# Alliance Jiu Jitsu
Alliance é uma associação de jiu-jitsu brasileiro. A Alliance foi fundada por Romero Cavalcanti (Jacaré) e seus alunos: Fábio Gurgel,  Alexandre Paiva e Fernando Gurgel. A sede global da Alliance está localizada em Atlanta, Geórgia, na Academia de Artes Marciais Alliance, onde "Jacaré" é o instrutor-chefe. Fábio Gurgel é o colíder da Alliance e instrutor-chefe na Alliance São Paulo (São Paulo, Brasil). Alexandre "Gigi" Paiva lidera a terceira academia principal da Alliance, no Rio de Janeiro, Brasil.
Em 2010, a Alliance venceu todas as principais competições: Campeonato Europeu, Campeonato Pan-Americano e o Campeonato Mundial de Jiu-Jitsu; uma conquista nunca alcançada por nenhuma outra equipe na história.

## História
A Alliance foi fundada em 1993 por Romero "Jacaré" Cavalcanti, Fábio Gurgel, Alexandre Paiva e Fernando Gurgel.  
Durante a década de 1980, Romero "Jacaré" Cavalcanti e seus alunos faixa-preta Fabio Gurgel e Alexandre "Gigi" Paiva seguiram caminhos independentes, cada um estabelecendo suas próprias academias de jiu-jitsu brasileiro. Apesar de suas trajetórias separadas, suas equipes frequentemente competiam umas contra as outras em torneios, gerando rivalidades internas devido à sua linhagem compartilhada.
Em 1993, reconhecendo o potencial de maior sucesso por meio da união, os três praticantes fundaram a equipe Alliance, com o objetivo de combinar esforços e apresentar uma frente unida em competições nacionais e internacionais.
À medida que suas academias individuais cresciam e começavam a estabelecer afiliadas, surgiu a necessidade de padronizar a instrução e manter a consistência organizacional. Em 2014, os fundadores formalizaram a criação da Associação Alliance para unificar sua metodologia de ensino e implementar práticas administrativas bem-sucedidas, especialmente sob a liderança de Fabio Gurgel.
A Alliance expandiu-se para uma associação global com mais de 300 academias afiliadas em vários continentes. A equipe é amplamente reconhecida por seu sistema de instrução estruturado e conquistas competitivas, incluindo 14 títulos na divisão adulta do Campeonato Mundial de Jiu-Jitsu da IBJJF. A Alliance formou inúmeros atletas notáveis, como Sergio Moraes, Bruno Malfacine, Rubens "Cobrinha" Charles, Leonardo Leite, Leo Nogueira, Tarsis Humphreys, Bernardo Faria, Michael Langhi, Marcelo Garcia, Lucas Lepri, Daniela Genovesi, Gabi Garcia, Monique Elias, Fernando "Tererê" Augusto e Andresa Correa.

## Resultados em competições
- Quatorze vezes campeã mundial - 1998, 1999, 2008, 2009, 2010, 2011, 2012, 2013, 2014, 2015, 2016, 2019, 2022, 2024 [3]
- Duas vezes campeã mundial master - 2022, 2023 [4]
- Campeã brasileira em 2011 [5]
- Campeã brasileira em 2009 [5]
- Duas vezes campeã do Rio Open em 2008 e 2009 [5]
- Campeã européia em 2010, 2011 e 2013 [5]

## Faixas-pretas notáveis
- Romero Cavalcanti - Fundador - Faixa coral vermelha/branca 8º grau, um dos seis faixas-pretas de Rolls Gracie e treinador-chefe da Aliança em Atlanta
- Fábio Gurgel - Fundador, 4 vezes campeão mundial peso-pesado da IBJJF - Faixa-preta 7º grau e treinador-chefe da Aliança em São Paulo
- Alexandre Paiva - Fundador, campeão mundial da IBJJF - Faixa-preta 7º grau e treinador-chefe da Aliança no Rio de Janeiro
- Fernando "Tererê" Augusto - 2 vezes campeão mundial peso-médio da IBJJF
- Rubens "Cobrinha" Charles Maciel - 4 vezes campeão mundial peso-pena da IBJJF, 2 vezes campeão mundial sem quimono, 3 vezes vencedor do ADCC
- Marcelinho Garcia - 5 vezes campeão mundial peso-médio da IBJJF, 4 vezes vencedor do ADCC
- Gabi Garcia - Lutadora de MMA, 6 vezes campeã mundial da IBJJF, 4 vezes campeã mundial sem quimono, 3 vezes vencedora do ADCC
- Nei Seda - Medalhista em vários torneios da IBJJF, primeiro faixa-preta de Alexandre Paiva - Faixa-preta 6º grau e treinador-chefe da Aliança Coral Springs, Flórida
- Serginho Moraes - Lutador do UFC e 2 vezes campeão mundial da IBJJF
- Felipe "Zicró" Neto - 2 vezes campeão estadual do Rio de Janeiro, campeão estadual da Flórida
- Luana Alzuguir - 5 vezes campeã mundial da IBJJF, 1 vez vencedora do ADCC
- Rodrigo Damm - Ex-lutador do UFC e participante do Ultimate Fighter Brasil
- Tarsis Humphreys - 1 vez campeão mundial peso-médio/pesado da IBJJF
- Andresa Correa - 3 vezes campeã mundial da IBJJF, 3 vezes campeã mundial sem quimono
- Lucas Lepri - 6 vezes campeão mundial peso-leve da IBJJF, 3 vezes campeão mundial sem quimono
- Mário Reis - 2 vezes campeão mundial peso-pena da IBJJF
- Michael Langhi - 3 vezes campeão mundial da IBJJF, 1 vez campeão mundial sem quimono
- Monique Elias - 1 vez campeã mundial da IBJJF
- Dominyka Obelenyte - 4 vezes campeã mundial da IBJJF
- Bruno Malfacine - 10 vezes campeão mundial peso-galo da IBJJF
- Demian Maia - Lutador do UFC, 2 vezes desafiante ao título do UFC, 5 vezes campeão mundial da IBJJF e 1 vez vencedor do ADCC
- Bernardo Faria - 4 vezes campeão mundial da IBJJF
- Leo Nogueira - 3 vezes campeão mundial da IBJJF, bronze no ADCC
- Polyana Lago Barbosa - 3 vezes campeã mundial peso-médio da IBJJF
- Tayane Porfírio - Primeira campeã feminina do "Grand Slam" faixa-preta, 4 vezes campeã mundial da IBJJF
- Isaque Bahiense - 1 vez campeão mundial da IBJJF, 1 vez campeão europeu da IBJJF
- Nicholas Meregali - 1 vez campeão mundial da IBJJF, 1 vez campeão brasileiro nacional
- Dimitrius Souza - 3 vezes campeão brasileiro nacional, 1 vez campeão europeu da IBJJF
- Fernando Di Piero (Soluço) - Medalhista em várias competições internacionais[6]
- Matias Simonelli - Medalhista em vários eventos da IBJJF e primeiro faixa-preta argentino sob o mestre Fabio Gurgel
- Leonardo Leite
- Vicente Cavalcanti - Campeão do Asian Open, Rome Open, 3 vezes campeão do Pan Pacific, 3 vezes campeão australiano
- André Cury - Medalhista da IBJJF, faixa-preta 1º grau sob Luciano "Casquinha" Nucci, um dos faixas-pretas mais notáveis do Brasil
- Paulo Sérgio Silva dos Santos - Faixa-preta 6º grau de jiu-jitsu, faixa-preta 2º grau de judô, 6 vezes campeão mundial da IBJJF, 5 vezes campeão brasileiro nacional, 5 vezes campeão europeu da IBJJF
- Allen Mohler - Faixa-preta 5º grau de jiu-jitsu
- Paul Walker - Condecorado postumamente por Ricardo "Franjinha" Miller na Paragon Jiu-Jitsu.[7]
- Alexandre Barros (Xandão) - Faixa-preta 5º grau de jiu-jitsu